# Реймонд Еванс (хокеїст на траві)
Реймонд Еванс (англ. Raymond Evans, 28 вересня 1939 — 7 листопада 1974) — австралійський хокеїст на траві.
Срібний призер Олімпійських Ігор 1968 року, бронзовий призер 1964 року, учасник 1960 року.